# 無斑叉舌鰕虎
無斑叉舌鰕虎（学名：Glossogobius obscuripinnis），又名暗鰭舌鰕虎魚，为鰕虎科叉舌鰕虎屬下的一个种。